# Vickia
Vickia, rod glavočika smješten u tribus Gochnatieae, dio potporodice Gochnatioideae. Jedina vrsta je južnobrazilski V. rotundifolia,, koja je 2020 izdvojena iz roda Gochnatia.

## Sinonimi
- Gochnatia rotundifolia Less.